# Onthophagus fossulatus
Onthophagus fossulatus là một loài bọ cánh cứng trong họ Bọ hung (Scarabaeidae).